# Шадрасак Кибья
Шадрасак Кибья — деревня в Алнашском районе Удмуртии, входит в Варзи-Ятчинское сельское поселение.

## География
Находится в 21 км к востоку от села Алнаши и в 79 км к югу от Ижевска.

## История
До революции деревня Шадрасак-Кибья входила в состав Елабужского уезда Вятской губернии. В 1921 году, в связи с образованием Вотской автономной области, деревня передана в состав Можгинского уезда. В 1924 году при укрупнении сельсоветов она вошла в состав Варзи-Ятчинского сельсовета Алнашской волости. В 1929 году упраздняется уездно-волостное административное деление и деревня причислена к Алнашскому району. В 1929 году в СССР начинается сплошная коллективизация, в процессе которой в деревне образована сельхозартель (колхоз) «Выль сюрес».
- Гирбасов Василий Васильевич — кулак.
- Гуляев Филипп Афанасьевич (1887 г.р.) — кулак.
- Гуляев Николай Филиппович (1906 г.р.) — член семьи кулака.
- Гуляева Евдокия (1908 г.р.) — член семьи кулака.
- Гуляев Матвей Николаевич (1932 г.р.) — член семьи кулака.
- Гуляева Анна Николаевна (1935 г.р.) — член семьи кулака.
- Кибардин Василий Андреевич (1898 г.р.) — колхозник. Арестован 24 февраля 1935 года. Приговор: 3 года.
- Ломоносов Тихон Савастьянович (1889 г.р.) — кулак.
- Соловьев Петр Дмитриевич (1914 г.р.) — арестован 15 июля 1941 года. Приговор: ВМН, расстрелян 25 сентября 1941 года.

В 1950 году проводится укрупнение сельхозартелей, колхозы деревень Ляли и Шадрасак Кибья объединены в один колхоз «Коммунизме», центральная усадьба которого размещалась в деревне Ляли.
16 ноября 2004 года Варзи-Ятчинский сельсовет был преобразован в муниципальное образование Варзи-Ятчинское и наделён статусом сельского поселения.

## Население
| 2008 | 2010 | 2012 |
| ---- | ---- | ---- |
| 209  | ↘184 | ↘172 |

## Объекты социальной сферы
- Шадрасак-Кибьинская начальная школа — 18 учащихся в 2008 году[9]